# Dinosaurs
Dinosaurs (Família Dinossauros no Brasil e Os Dinossauros em Portugal), é uma série de televisão americana. Apesar de ser concebida como um programa infantil, faz uma crítica bem humorada ao chamado "american way of life" e uma sátira da sociedade e dos costumes da classe média desse país.
Produzida pela Disney em parceria com a Jim Henson Productions - a qual concebeu os bonecos que representam os personagens - e a Michael Jacobs Productions, entre os anos de 1991 e 1994, a série trata das aventuras de uma família de dinossauros, a Família Silva Sauro (Sinclair, em inglês), que vive em uma sociedade dominada pelos grandes répteis, onde os humanos são animais selvagens.
No Brasil, a série teve a sua primeira exibição pela Rede Globo em 1992, em seguida pelo SBT, e anos mais tarde foi exibido pela Rede Bandeirantes e mais reestreou no Canal Viva. Em Portugal, a série estreou no RTP 1 e uns anos mais tarde no Disney Channel.

## Enredo
A série se passa em 60.000.003 a.C. em Pangea e é centrada na família Silva Sauro (Sinclair no original): O pai Dino da Silva Sauro (Earl Sinclair no original), a mãe Fran da Silva Sauro, seus três filhos (Bob, Charlene e Baby) além da mãe de Fran, Zilda (Ethyl no original).
O trabalho de Dino é derrubar árvores para a Wesayso Corporation com seu amigo e colega de trabalho Roy Hess, onde eles trabalham sob a supervisão de seu chefe, Bradley P. Richfield.

## Temas
Os temas de destaque do programa incluem ambientalismo, espécies ameaçadas de extinção, direitos das mulheres, assédio sexual, direitos LGBT, objetificação de mulheres, censura, direitos civis, imagem corporal, uso de esteróides, alusões à masturbação (na forma em que Bob pratica a Dança de Acasalamento), abuso de drogas, racismo (na forma de uma disputa entre os dinossauros de duas pernas e os dinossauros de quatro pernas), apropriação cultural (na forma de cantores de répteis roubando músicas de pântanos de mamíferos), pressão dos colegas, direitos dos povos indígenas (na forma de dinossauros interagindo com pessoas das cavernas), crime corporativo, interferência do governo na criação dos filhos e pacifismo.
Várias piadas da série foram feitas à custa de programas de televisão em geral. Dino geralmente quer assistir à TV em vez de fazer algo mais prático, e várias piadas acusam a televisão de "emburrecer" a população e torná-la preguiçosa.
Os personagens também costumam quebrar a quarta parede, principalmente Baby.

## Personagens

### Personagens principais
- Dino da Silva Sauro ... Stuart Pankin
- Fran da Silva Sauro ... Jessica Walter
- Robert da Silva Sauro ... Jason Willinger
- Charlene da Silva Sauro ... Sally Struthers
- Baby da Silva Sauro ... Kevin Clash

## Episódios
| Temporada | Temporada | Episódios | Estreia da temporada   | Final da temporada    |
| --------- | --------- | --------- | ---------------------- | --------------------- |
|           | 1         | 05        | 26 de Abril de 1991    | 24 de Maio de 1991    |
|           | 2         | 24        | 18 de Setembro de 1991 | 6 de Maio de 1992     |
|           | 3         | 22        | 18 de Setembro de 1992 | 2 de Julho de 1993    |
|           | 4         | 14        | 1 de Junho de 1994     | 19 de Outubro de 1994 |

## Exibição nos países lusófonos

### Brasil
Dinosaurs estreou no Brasil em abril de 1992 no programa Xou da Xuxa, da Rede Globo. A série aumentou os índices de audiência das manhãs, o que levou a série a ser exibida também aos domingos. Foi exibida depois do programa Domingão do Faustão e antes do Fantástico; o mesmo horário foi deixado pelo programa humorístico Os Trapalhões. A série teve grande audiência só no ano seguinte, quando era exibido dentro do programa infantil de grande sucesso TV Colosso às 11h30min. Nesse período, o auge da série no Brasil, o merchandising cresceu muito, com a venda de produtos como bonecos, chaveiros, camisetas, álbum de figurinhas (foram vendidos 40 milhões de envelopes de figurinhas) e até um LP chamado Baby Mania, que foi gravado pelos dubladores. Até a revista em quadrinhos que durou apenas 2 edições nos EUA chegou a 20 com histórias originais da equipe da Abril Jovem. Após seus episódios serem repetidos várias vezes, a série saiu do ar em 1995. Em 1997 voltou às manhãs da globo dentro do programa Angel Mix.
Em 2003, o SBT detinha os direitos da série, exibindo-a primeiro semanalmente, no fim das manhãs de domingo e nas noites de sábado, por exemplo, chegando a ser exibida de segunda a sábado à tarde por vários meses. Em 2005 a série voltou a ser exibida, no sábado, por volta de meio-dia, mas só por algumas semanas.
A série voltou a ser exibida no dia 30 de julho de 2007 pela Rede Bandeirantes, de segunda a sexta às 20:15. No dia 1º de outubro, em virtude deste horário ser ocupado pela novela Dance Dance Dance, Família Dinossauro mudou de horário para 21h. Para os padrões da emissora, foi um relativo sucesso de audiência. Pela primeira vez, ultrapassou mais de 3 pontos naquele horário, marcando 8 pontos de pico e 7 de média, ficando no 3º lugar, segundo o Ibope, com alguns hiatos, a serie foi exibida até 2011.

## Os Programas dentro do Programa
A família principal do programa passa um bom tempo na frente de um aparelho de TV. E, para isso, foi necessário o desenvolvimento de programas voltados ao público jurássico. Dentre esses, há muitas paródias a programas e emissoras do mundo real e alguns deles são listados abaixo:
- ABC (Antediluvian Broadcasting Company) - a ABC (American Broadcasting Company), emissora que exibiu a Família Dinossauro nos EUA, foi parodiada como uma das emissoras mais assistidas pelos dinos, a "Companhia Antediluviana de Televisão". No episódio "Gênio da TV", Dino se torna executivo e muda a programação da companhia para programas idiotas, que diminuem o QI dos telespectadores.
- DNN (Dinosaur News Network) - sátira à emissora de notícias CNN (Cable News Network), que na série tem como correspondente sênior o respeitado jornalista Howard Handupme.
- DSPN (Dinosaurs and Sports Programming Network) - paródia ao canal de esportes da Disney, ESPN (Entertainment and Sports Programming Network).[8]
- DSN (Dinosaur Shopping Network) - paródia ao canal de compras estadunidense HSN (Home Shopping Network).
- DTV (Dinomusic Television) - clara sátira à "MTV" (Music Television).[8]
- Ask Mr. Lizard - um programa científico para crianças (baseado no programa infantil americano dos anos 1950 "Ask Mr. Wizard") que sempre termina com Timmy (o pequeno assistente) sofrendo as consequências dos experimentos perigosos, levando ao bordão: "Vamos precisar de outro Timmy!"; Baby adora o programa.
- Mr. Ugh - paródia do programa americano "Mr. Ed", em que um cavalo fala. Na série, é um homem das cavernas que "fala".
- Totally Ineffectual Dad - série sobre um pai totalmente ineficiente.
- The Smoo Show - "O Show Smoo" é um programa de variedades que repete um palavrão inaceitável pela sociedade, mas que não sai da boca de Baby no episódio "Censura na TV". Outros programas com palavrões também são mencionados, como "The Flark Show" e "Kiss My Glick".
- Totally Hidden Predator - uma paródia de "Totally Hidden Video". Programa de câmera escondida que mostra as reações dos dinossauros ao encontrar um monstro que os devorará.
- Dirty Dare - referência ao game show dos EUA "Double Dare".
- Love Confession - paródia ao talk-show e game do mesmo país "Love Connection".
- Good Morning Pangaea - imita o programa da ABC "Good Morning America".
- The Hat Channel - o "Canal do Chapéu" é um canal 24 horas com notícias do chapéu, filmes do chapéu e tudo sobre chapéus. Dino assiste ao canal porque não quer desperdiçar o dinheiro que paga da TV a cabo.
- House Full of Dads - série humorística em que uma menina tem doze pais. Baseado em Full House e/ou em "My Two Dads", séries americanas.
- Mysteries that Haven't Been Solved Yet - paródia de "Unsolved Mysteries". Aparece no episódio "A quase morte de Zilda".
- Pangaea Hills, DINO210 - sátira à série dos anos 1990 "Barrados no Baile".
- Lifestyles of Those We Envy - paródia ao programa de celebridades "Lifestyles of the Rich and Famous".
- Way Too Complicated - paródia à série norte-americana "The Brady Bunch", mas com 14 pequenos dinossauros fantasmas.
- A Garota submarina - filme que aparece no episódio "Querida, Sinto falta das crianças". Uma clara referência ao filme Disney A Pequena Sereia.
- George - um hipopótamo laranja que faz a alegria das crianças. Num episódio, Dino se disfarça de George para agradar Baby e foi preso sabendo que George é malvado e quer conquistar Pangea. Uma referência ao dinossauro rosa "Barney".
- Balde Cheio de Cãezinhos - série criada por Dino no episódio em que ele se torna executivo da ABC. Sempre ao final, um dinossauro abria uma caixa em que estavam cerca de cinco filhotes de labradores. É um dos programas criados por Dino que diminuem o QI dos dinossauros
- Há ainda outros programas de TV (sátiras ou criados pelo escritor) que aparecem no desenho, mas alguns são desconhecidos do público brasileiro.